# Helmer Mörner
Helmer Fredrik Gustafsson Mörner (ur. 8 maja 1895 w Göteborgu, zm. 5 stycznia 1962 w Uppsali) – szwedzki jeździec sportowy. Dwukrotny złoty medalista olimpijski z Antwerpii.
Specjalizował się we Wszechstronnym Konkursie Konia Wierzchowego. Igrzyska w 1920 były jego jedynymi igrzyskami olimpijdkimi, triumfował zarówno indywidualnie, jak i w drużynie. Partnerowali mu Åge Lundström, Georg von Braun oraz Gustaf Dyrsch. Startował na koniu Germania.